# 1 fille & 4 types
1 fille & 4 types är ett studioalbum av den kanadensiska sångaren Céline Dion. Det gavs ut den 13 oktober 2003 och innehåller 13 låtar.

## Låtlista
| Nr  | Titel                    | Längd |
| --- | ------------------------ | ----- |
| 1.  | Tout l'or des hommes     | 2:58  |
| 2.  | Apprends-moi             | 4:45  |
| 3.  | Le vol d'un ange         | 3:39  |
| 4.  | Ne bouge pas             | 4:25  |
| 5.  | Tu nages                 | 3:11  |
| 6.  | Et je t'aime encore      | 3:26  |
| 7.  | Retiens-moi              | 4:03  |
| 8.  | Je lui dirai             | 3:57  |
| 9.  | Mon homme                | 3:20  |
| 10. | Rien n'est vraiment fini | 3:50  |
| 11. | Contre nature            | 4:10  |
| 12. | Des milliers de baisers  | 3:47  |
| 13. | Valse adieu              | 1:19  |

## Listplaceringar
| Lista               | Topplacering |
| ------------------- | ------------ |
| Belgien (Flandern)  | 9            |
| Belgien (Vallonien) | 1            |
| Finland             | 9            |
| Frankrike           | 1            |
| Nederländerna       | 30           |
| Schweiz             | 2            |
| Sverige             | 22           |
| Österrike           | 27           |